# IC 5053
IC 5053 ist eine Spiralgalaxie vom Hubble-Typ Sa im Sternbild Pfau am Südsternhimmel. Sie ist schätzungsweise 185 Millionen Lichtjahre von der Milchstraße entfernt und hat einen Durchmesser von etwa 90.000 Lichtjahren. Möglicherweise bildet sie gemeinsam mit IC 5054 ein gravitativ gebundenes Galaxienpaar.
Im selben Himmelsareal befinden sich u. a. die Galaxien IC 5048, IC 5051, IC 5060.
Das Objekt wurde am 26. September 1900 von dem Astronomen DeLisle Stewart entdeckt und später von Johan Dreyer in seinem Index-Katalog verzeichnet.